# Hakkari (tartomány)
Hakkari tartomány (kurdul Hekarî) Törökország egyik tartománya az ország Kelet-anatóliai régiójában, székhelye Hakkari (Colemêrg) városa. Nyugaton Şırnak, északon Van határolja, délnyugaton Irakkal, keleten pedig Iránnal szomszédos. Domborzata hegyvidéki, a Torosz-hegység vonulatai haladnak át rajta. 1936-ban lett önálló tartomány, előtte Vanhoz tartozott. Lakosságának túlnyomó többsége kurd.

## Körzetei
A tartomány négy körzetre (törökül ilçe) oszlik:
- Çukurca (kurdul Çelê)
- Hakkari (Colemêrg)
- Şemdinli (Şemzînan)
- Yüksekova (Gever)